# Пуститися берега (сезон 4)
Прем'єра четвертого сезону американської телевізійної драми «Пуститися берега» відбулася 17 липня 2011 року. Показ нових епізодів тривав до 9 жовтня 2011 року. Сезон складається з 13 епізодів, кожен з яких триває близько 47 хвилин. Нові епізоди показувалися щонеділі о 10 вечора на кабельному телеканалі AMC в США. Повний третій сезон вийшов на DVD для Регіону 1 і на Blu-ray для Регіону А 5 червня 2012 року.

## Команда

### Основний склад
- Браян Кренстон — Волтер Вайт
- Анна Ганн — Скайлер Вайт
- Аарон Пол — Джессі Пінкман
- Дін Норріс — Хенк Шрейдер (11 епізодів)
- Бетсі Брандт — Марі Шрейдер (11 епізодів)
- ЕрДжей Мітт — Волтер Вайт молодший (11 епізодів)
- Боб Оденкірк — Сол Ґудман (10 епізодів)
- Джанкарло Еспозіто — Ґуставо «Ґус» Фрінг (10 епізодів)
- Джонатан Бенкс — Майк Ермантрауд (11 епізодів)

### Другорядний склад
- Стівен Майкл Квезада — Гомез
- Марк Марголіс — Гектор Саламанка
- Чарльз Бейкер[en] — Скінні Піт
- Метт Джонс[en] — Борсук
- Стівен Бауер — Дон Еладіо
- Білл Барр — Патрик Кубі

## Епізоди
| №  | Назва                                            | Режисер         | Сценарій                          | Дата прем'єри   | К-сть глядачів в США (млн) |
| -- | ------------------------------------------------ | --------------- | --------------------------------- | --------------- | -------------------------- |
| 1  | «Box Cutter» «Канцелярський ніж»                 | Адам Бернштейн  | Вінс Ґілліган                     | 17 липня 2011   | 2.58                       |
| 2  | «Thirty-Eight Snub» «Тридцять восьмий, курносий» | Мішель Макларен | Джордж Мастрас                    | 24 липня 2011   | 1.97                       |
| 3  | «Open House» «Відкритий будинок»                 | Девід Слейд     | Сем Кетлін                        | 31 липня 2011   | 1.71                       |
| 4  | «Bullet Points» «Отвори від куль»                | Колін Баксі     | Мойра Уоллі-Беккет                | 7 серпня 2011   | 1.83                       |
| 5  | «Shotgun» «Дробовик»                             | Мішель Макларен | Томас Шнауц                       | 14 серпня 2011  | 1.75                       |
| 6  | «Cornered» «Загнаний в кут»                      | Майкл Словіс    | Дженіфер Хатчісон                 | 21 серпня 2011  | 1.67                       |
| 7  | «Problem Dog» «Проблемний пес»                   | Пітер Ґулд      | Пітер Ґулд                        | 28 серпня 2011  | 1.91                       |
| 8  | «Hermanos» «Брати»                               | Юхан Ренк       | Сем Кетлін та Джордж Мастрас      | 4 вересня 2011  | 1.98                       |
| 9  | «Bug» «Жучок»                                    | Террі Макдана   | Мойра Уоллі-Бекетт та Томас Шнауц | 11 вересня 2011 | 1.89                       |
| 10 | «Salud» «Здоров'я»                               | Мішель Макларен | Дженіфер Хатчісон та Пітер Ґулд   | 18 вересня 2011 | 1.80                       |
| 11 | «Crawl Space» «Фальшпол»                         | Скотт Уінант    | Сем Кетлін та Джордж Мастрас      | 25 вересня 2011 | 1.55                       |
| 12 | «End Times» «Кінець світу»                       | Вінс Ґілліган   | Томас Шнауц та Мойра Уоллі-Бекетт | 2 жовтня 2011   | 1.73                       |
| 13 | «Face Off» «Без обличчя»                         | Вінс Ґілліган   | Вінс Ґілліган                     | 9 жовтня 2011   | 1.90                       |